# Philip Sanga
Philip Kimutai Sanga (10 september 1983) is een Keniaanse langeafstandsloper, die gespecialiseerd is in de marathon.
Zijn marathondebuut maakte Sanga in 2007 met een tweede plaats op de marathon van Madrid. In 2008 werd hij tweede op de marathon van Rome en achtste op de Toronto Waterfront Marathon. In 2011 verbeterde hij zijn persoonlijk record op de marathon tot 2:06.07. Hij werd hiermee vierde bij de marathon van Frankfurt.

## Persoonlijke records
| Onderdeel      | Prestatie | Datum           | Plaats            |
| -------------- | --------- | --------------- | ----------------- |
| 5000 m         | 13.32,70  | 15 juli 2006    | Pergine Valsugana |
| 20 km          | 58.31     | 30 oktober 2011 | Frankfurt         |
| halve marathon | 1:00.57   | 2 maart 2014    | Ostia             |
| 25 km          | 1:13.08   | 30 oktober 2011 | Frankfurt         |
| 30 km          | 1:27.49   | 30 oktober 2011 | Frankfurt         |
| marathon       | 2:06.07   | 30 oktober 2011 | Frankfurt         |

## Palmares

### 5000 m
- 2006:  Meeting Internazionale di Atletica Leggera in Pergine Valsugana - 13.32,70

### 10 km
- 2006:  Trofeo Ricci in Porto sant' Elpidio - 28.19
- 2006:  Tutta Dritta in Turijn - 29.16
- 2007:  Safaricom in Ogembo - 29.56

### 10 Eng. mijl
- 2006:  Dieci Miglia del Garda - 49.43

### halve marathon
- 2011:  halve marathon van Porto - 1:01.09

### marathon
- 2007:  marathon van Madrid - 2:13.44
- 2007: 9e marathon van Reims - 2:15.41
- 2008:  marathon van Rome - 2:10.02
- 2008: 8e Toronto Waterfront Marathon - 2:15.22,0
- 2009: 5e marathon van Rome - 2:10.09
- 2009:  marathon van Eindhoven - 2:08.07
- 2010: 5e marathon van Daegu - 2:12.52
- 2010: 4e marathon van Frankfurt - 2:07.11
- 2011: 7e marathon van Boston - 2:07.10
- 2011: 4e marathon van Frankfurt - 2:06.07
- 2012:  marathon van Seoel - 2:06.51
- 2012: 12e marathon van Gyeongju - 2:14.50
- 2013: 11e marathon van Dubai - 2:08.54
- 2013: 5e marathon van Parijs - 2:06.57
- 2013: 6e marathon van Hengshui - 2:12.20
- 2014:  marathon van Wenen - 2:08.58
- 2014: 5e marathon van Lissabon - 2:18.25
- 2015: 13e marathon van Seoel - 2:13.03
- 2015: 13e marathon van Frankfurt - 2:12.18